# Рафаел Леонидас Трухиљо
Рафаел Леонидас Трухиљо Молина (шп. Rafael Leónidas Trujillo Molina; Сан Кристобал, 24. октобар 1891. — Санто Доминго, 30. мај 1961) председник - диктатор Доминиканске Републике у раздобљу од 1930. до 1938. и 1942. до 1952.

## Биографија
У периоду када су САД окупирале Доминиканску Републику, Трухиљо је ступио у Доминиканску националну гарду (коју су основали Американци), у којој је врло брзо напредовао. По америчком напуштању Доминиканске Републике, Трухиљо бива постављен за шефа полиције, да би 1927. године био постављен за Генерала националне гарде. На председничким изборима 1930. године односи победу над Хорасиом Васкезом, након чега успоставља тајну полицију, која је мучила и убијала све његове неистомишњенике и политичке супарнике. Као антикомунистички лидер у Латинској Америци, дуго је уживао снажну подршку САД.
Трухиљо је био познат по својој мегаломанији. Одмах по доласку на власт променио је име главног града из Санто Доминго у Сијудад Трухиљо, себе је називао „доброчинитељем“ и од себе створио култ заснован на терору. Контролисао је већи део економије земље, одузимајући експропријацијом имања и грађевинске објекте од својих супарника. 1937. године наредио је масакр 20.000 Хаићана који су живели и радили у граничној области између Доминиканске Републике и Хаитија. 
Уз помоћ добро организоване мреже доушника успео је да спречи неколико покушаја побуне против себе.
1938. године наводећи пример система председничких избора у САД (немогућност да једна особа буде изабрана више од два председничка мандата за редом), Трухиљо изјављује да својом вољом а против воље свог народа одбија да се кандидује поново. За новог председника постављен је Хасинто Биенвенидо Пеинадо, који је ту функцију обављао само формално, док је Трухиљо и даље доносио све одлуке.
1942. Рафаел Трухиљо враћа се на власт и ту остаје до 1952, када власт препушта свом брату Хектору.
Рафаела Леонидаса Трухиља је 30. маја 1960. у Санто Домингу убила група официра и цивила. Многи сматрају да је у позадини овог убиства била ЦИА, иако ЦИА у званичном извештају наводи како „није активно учествовала у убиству“ већ је имала само „тиху везу“ са групом која је планирала и извршила убиство.